# Ajax TV
Ajax TV là một dịch vụ truyền hình cao cấp của Hà Lan do AFC Ajax NV sở hữu và có trên kênh 400 của hệ thống mạng truyền hình Ziggo.
Vào ngày 22 tháng 2 năm 2003, COO Henri van der Aat từ câu lạc bộ bóng đá Hà Lan AFC Ajax đã thông báo rằng câu lạc bộ sẽ hợp tác với mạng truyền hình Cáp UPC Netherlands để cung cấp kênh kỹ thuật số theo yêu cầu đầu tiên ở Hà Lan hoàn toàn dành riêng cho một câu lạc bộ bóng đá. Trên kênh, người xem có quyền truy cập 24 giờ vào cảnh hậu trường, các cuộc phỏng vấn, các trận đấu trước đây và tất cả các trận đấu hiện tại và các cuộc phỏng vấn xung quanh câu lạc bộ đến từ Amsterdam này.